# Ongentheow
Ongentheow (en vieil anglais : Ongenþeow, Ongenþio ou Ongendþeow, et en suédois : Angantyr), mort vers 515, est un roi semi-légendaire suédois du VIe siècle appartenant à la dynastie des Ynglingar.
Il est également généralement identifié comme le roi suédois Egil Vendilkráka (en français : Egil la Corneille de Vendel), mentionné dans l'Ynglingatal, l'Historia Norwegiae et dans la Saga des Ynglingar,,,.
La raison pour laquelle ils sont censés être le même roi est que, selon les sources scandinaves et anglo-saxonnes, ils ont la même position dans la lignée des rois suédois et sont considérés comme les pères d'Ohthere (Óttarr) et grands-pères d'Eadgils (Adils).

## Origine du nom
Le nom Ongentheow contient comme deuxième élément þeōw "serviteur, esclave". Le premier semble être ongēan "contre, opposé".

## Biographie

### Selon les sources scandinaves

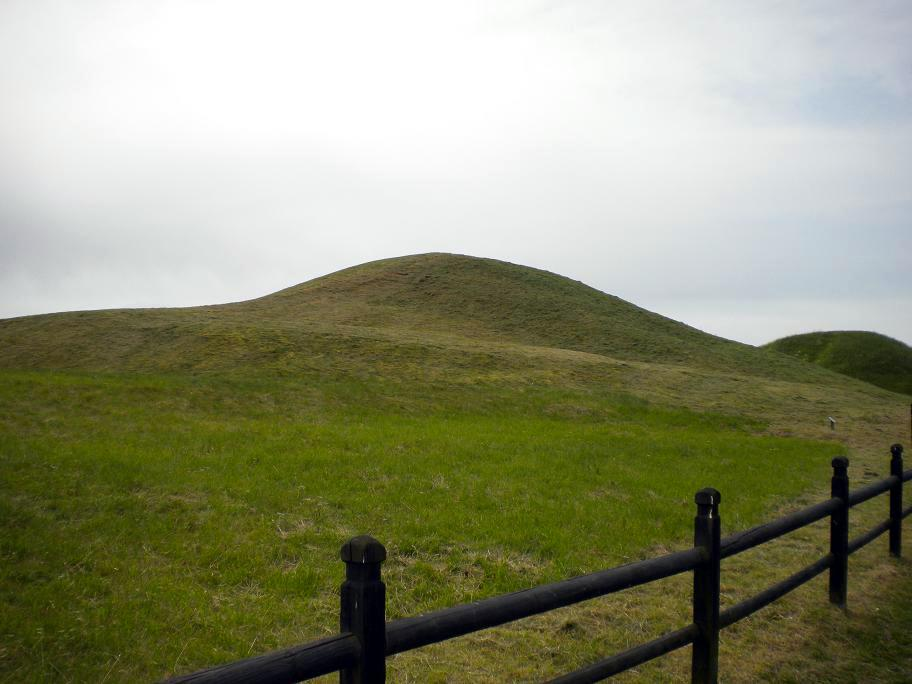
Tumulus royal moyen au Vieux Uppsala, potentiellement la tombe du roi Ongentheow/Egil (photo: Jacob Truedson Demitz).

Dans l'Íslendingabók d'Ari Þorgilsson et dans l'Historia Norwegiae, il est appelé Egil Vendilkráka (en français : la Corneille de Vendel), un nom traditionnellement donné à ceux qui vivent dans le domaine royal de Vendel en Suède). Cependant, Snorri Sturluson donne le nom de Vendilkráka au fils d'Egil, Ottar (Ohthere). Dans ces sources, Egil est le fils d'Aun l'Ancien, et, comme lui, n'était pas très belliqueux.

Après avoir fait du thrall Tunni (ou Tonne) le responsable de la trésorerie, ce dernier se rebelle contre Egil. Ils se combattent durant huit batailles, après quoi Egil s'enfuit au Danemark selon la Saga des Ynglingar(l'Ynglingatal ne mentionne pas le lieu de cette fuite, et l'Historia Norwegiae ne mentionne pas du tout cette fuite). Snorri écrit que Fróði, le roi danois, aida Egil à vaincre Tunni, et fait ensuite d'Egil un tributaire du roi danois.
Egil est tué par un taureau lors de sacrifices à Gamla Uppsala.
| Ok lofsæll ór landi fló Týs óttungr Tunna ríki, fr flæming farra trjónu jötuns eykr á Agli rauð. Sás d'autr áðan hafði brúna hörg de borinn lengi, fr skíðlauss Skilfinga nið hœfis hjörr til hjarta stóð. | Le fils blond de la race d'Odin, Qui a fui devant le visage du féroce Tunne, A péri par la bête du démon Qui erre dans les forêts de l'Est. La poitrine du héros encaissa le choc du front hirsute du taureau sauvage ; Le cœur du héros fut déchiré en morceaux par la corne ressemblant à la lance de Jotun. |

L'Historia Norwegiæ présente un résumé en latin de l'Ynglingatal, plus ancien que la citation de Snorri :
| Auchun vero genuit Eigil cognomento Vendilcraco, quem de l'index servus nomine Tonne regno privavit, et cum domino pedisseqvus VIII civilia bella commisit, dans l'omnibus de victoria potitus, nono tandem devictus occubuit; sed paulo post ipsum regem truculentus taureau confodiens trucidavit. Cui successit dans regnum filius suus Ottarus [...] | Le fils d'Aukun était Egil Vendelkråke, dont le propre esclave, Tunne, l'a chassé de son royaume ; et bien que simple serviteur, il se jeta dans huit guerres civiles contre son maître et gagna la suprématie de toutes, mais dans une neuvième il fut finalement vaincu et tué. Cependant, peu de temps après, le monarque a été déchiré et abattu par un taureau féroce. Le successeur sur le trône fut son fils Ottar, [...] |

La source encore antérieure Íslendingabók cite aussi la lignée généalogique dans l'Ynglingatal, et donne également Egil comme le successeur d'Aunn et le prédécesseur d'Óttarr : xvi Aun inn gamli. xvii Egill Vendilkráka. xviii Óttarr.

### Selon les sources en vieil anglais
Dans le poème épique en vieil anglais Beowulf, Ongentheow est décrit comme un guerrier redoutable, et il fallut deux guerriers Eofor et Wulf Wonreding pour le battre.
L'épopée raconte que les Geats (Goths de Scandinavie), dirigés par leur nouveau roi Hæþcyn (un des trois fils du roi Hrethel), capturent la reine suédoise que le vieux roi Ongenþeow parvient à sauver, à la colline fortifiée appelée Hrefnesholt. Bien qu'ayant perdu l'or de la reine, Ongentheow tue Hæþcyn et assiège les Geats à Hrefnesholt. Cependant, les Geats sont secourus par Hygelac, le frère d'Hæþcyn, qui arrive le lendemain avec des renforts. Ayant perdu la bataille mais sauvé sa reine, Ongenþeow et ses guerriers rentrent chez eux.
Cependant, la guerre n'est pas finie et Hygelac, nouveau roi des Geats, attaque les Suédois. Les guerriers goths Eofor et Wulf combattent ensemble contre le vénérable roi Ongenþeow. Wulf frappe alors Ongentheow à la tête avec son épée, de sorte que le vieux roi se retrouve avec la chevelure pleine de sang, mais il parvient à frapper Wulf en retour et le blesse. Puis Eofor riposte en transperçant avec son épée le bouclier du roi suédois et son casque, donnant à Ongentheow le coup de grâce. Eofor prend le casque du roi de suède, son épée et sa cuirasse, et les amène à Hygelac. Une fois rentrés, Eofor et Wulf sont richement récompensés, et Eofor reçoit la main de la fille de Hygelac. En raison de cette bataille, Hygelac est appelé le meurtrier d'Ongentheow.
Ongentheow est également mentionné, en tant que roi de Suède, par un passage du poème plus ancien Widsith :
| les lignes 30–33:                     |                                                       |
| Wald Woingum, Wod þyringum,           | Wald [régna] sur les Woings, Wod sur les Thuringiens, |
| Sæferð Sycgum, Sweom Ongendþeow,      | Saeferth sur les Sycgs, Ongendtheow sur les Suédois,  |
| Sceafthere Ymbrum, Sceafa Longbeardum | Sceafthere sur les Ymbers, Sceafa sur les Lombards,   |

## L'interprétation
L'argument pour qu'Ongenþeow et Egil soit le même personnage s'explique de la façon suivante. Cependant il est important de noter que ceci est une interprétation des faits, et non la preuve définitive d'une connexion.
Les deux versions semblent contradictoires, mais il a été démontré que les deux histoires peuvent très bien décrire le même événement (Schück H. 1907, Nerman B. 1925), et que l'Ynglingatal a probablement été mal interprété par Snorri Sturluson en raison d'un sens dialectal différent du mot farra. Dans l'Ynglingatal, il est dit :
| fr flæming farra trjónu jötuns eykr á Agli rauð. |

S'il n'y a aucune authenticité derrière ces traditions, l'origine de l'Ynglingatal était plus probablement un poème suédois, aujourd'hui disparu (voir aussi Sundquist, 2004). En vieux suédois, farra ne signifiait pas "taureau", mais "sanglier" (cf. l'anglais farrow, qui signifie "jeune cochon"). En outre, en vieux norrois Trjóna signifiait normalement le museau d'un cochon (en scandinave moderne tryne). Flæmingr signifiait "épée" (à l'origine une épée flamande importée par les Vikings).
De plus, l'épée du museau ne peut guère se référer aux cornes d'un taureau, mais il est plus naturel de les interpréter comme les défenses d'un sanglier. En anglais, les lignes peuvent être traduites comme : mais la bête géante colora de rouge sa défense sur Egil.
En vieil anglais, le nom eofor signifiait "sanglier" et, par conséquent, l'Ynglingatal pourrait très bien parler d'Eofor (le sanglier) tuant Egil avec des kennings pour sangliers. Ces kennings, chantés à l'origine par les Suédois, ont plus tard été mal interprétés par les Norvégiens et les Islandais comme des expressions littérales  dues à différentes significations dialectales de farra.
En outre, selon Schück, le nom Tunni qui n'a pas de signification en vieux norrois devrait, en proto-norrois, avoir été *Tunþa et dérivé de *Tunþuz. Par conséquent, il s'agirait du même mot que le gotique Tunþus qui signifie "dent". Cela signifie que le nom de l'ennemi d'Egil, en fait, signifie "dent", et Tunni et le taureau/sanglier aurait donc été le même ennemi, c'est-à-dire Eofor.
Certains chercheurs ont suggéré que le nom Ongentheow est lié au roi danois Ongendus (actif autour de 700) qui apparaît dans une phrase de la vie de Willibrord, écrite par Alcuin,.

## Famille

### Mariage et enfants
De son mariage avec une femme inconnue (nommée Onelan Modor), il a :
- Ohthere ;
- Ali.

### Sources principales
- Ynglingatal.
- Saga des Ynglingar (une partie de la Heimskringla).
- Historia Norwegiae.
- La légende de Beowulf.
- Widsith.
- Íslendingabók.

### Sources secondaires
- Nerman, B. Det svenska rikets uppkomst. Stockholm, 1925.
- Sundquist, O. "Freyr"s progéniture. Les dirigeants et religion dans l'antiquité Svea de la société" (2004).